# Lecanora andina
Lecanora andina är en lavart som beskrevs av Räsänen. Lecanora andina ingår i släktet Lecanora och familjen Lecanoraceae.   Inga underarter finns listade i Catalogue of Life.